# Xavier Obradors
Xavier Obradors i Berenguer (Manresa, 28 de enero de 1956) es un físico catalán.

## Biografía
Licenciado en física por la Universidad de Barcelona en 1978. Obtuvo el diploma de estudios avanzados en Física de Sólidos por la Universidad de Toulouse III en 1980 y se doctoró en física por la Universidad de Barcelona (1982) y en Ciencia de Materiales por la Universidad de Grenoble (1983).
De 1985 a 1989 fue profesor de física de la materia condensada en la Universidad de Barcelona y desde 1991 en el CSIC. Es director del Instituto de Ciencia de Materiales de Barcelona (CSIC) desde 2008. Desde 1999 es miembro del Institute of Physics del Reino Unido y doctor honoris causa de la Universidad de Pitești (Rumania). Es miembro del Centro de Referencia de Materiales Avanzados para la Energía de la Generalidad de Cataluña .
Ha coordinado proyectos en preparación, caracterización y aplicaciones de materiales funcionales, magnéticos y superconductores y en aplicaciones de la nanotecnología. De 2003 a 2007 fue presidente del Grupo Especializado de Física del Estado Sólido de la RSEF y en 2006 de la European Society of Applied Superconductivity. Desde 2001 es miembro de la Real Academia de Ciencias y Artes de Barcelona, de la Sociedad Catalana de Física y de la Real Sociedad Española de Física .

## Premios y galardones obtenidos
- 1998: Miembro de la Real Academia de Ciencia y Artes de Barcelona
- 1999: doctor honoris causa en la Universidad de Pitesti, Rumania
- 1999: Medalla Narcís Monturiol al mérito científico y tecnológico de la Generalidad de Cataluña
- 1999: Premio de Excelencia "Processing and Applications of Superconducting ReBCO Large Grain Materials", Morioka, Japón
- 2002: Premio Duran Farell de Gas Natural
- 2003: Premio Nacional de Investigación Blas Cabrera de Ciencias Físicas, Materiales y Ciencias de la Tierra, Ministerio de Ciencia y Educación
- 2005: Palma Académica del Gobierno de Francia
- 2005: Premio Gold Epsilon, Sociedad Española de la Cerámica y Cristal
- 2007: Premio Novare- ENDESA por Eficiencia Energética
- 2015; Premio Ciudad de Barcelona a la categoría de Ciencias Experimentales y Tecnología (junto a Teresa Puig).[1] El premio se otorga "por el descubrimiento de un procedimiento de producción de materiales superconductores asequible e industrializable, basado en la cristalización ultrarrápida, aplicable a la gestión sostenible de la energía eléctrica".
- 2016: Medalla Leibniz del Instituto de Investigación de Estado Sólido y Materiales, Dresde, Alemania
- 2017: Premio Embajador Región 7 [2]
- 2022: Premio Bages de Cultura de Òmnium Bages-Moianès [3][4][5]

## Publicaciones
- J. Fontcuberta, B. Martínez, A. Seffar, J. L. García-Muñoz, S. Piñol, X. Obradores The colosal magnetoresistance of ferromagnético manganitas: structural tuning and mechanisms Phys. Rev. Lett 76, 1122 (1996)
- B. Martínez, X. Obradores, Ll. Balcells, A. Rouanet, C. Monty Low temperatura surface spin glass transition in γ-Fe2O3 nanoparticles Phys. Rev. Lett. 80, 181 (1998)
- J. Gutiérrez, A. Llordés, J. Gázquez, M. Gibert, N. Romano, S. Ricart, A. Pomar, F. Sandiumenge, N. Maestros, T. Puig, X. Obradores Strong isotropic flujo pinning in YBa2Cu3O7-x – BaZrO3 nanocomposite superconductor films derivados de las soluciones chemical Nature Materials 6, 367 (2007)